# Laiar
Laiar és un llogaret del municipi mallorquí de Sencelles
Aquest petit nucli està situat al sud del terme municipal i el travessa la carretera MA-3110 entre Sencelles i Algaida. El conformen les possessions de can Raió, can Ribes i can Castell.
L'origen d'aquesta entitat de població sembla que seria una alqueria islàmica amb el nom d'alayar. Just després de la conquesta catalana (1232) el propietari de Laiar era el vescomte de Bearn, Gastó de Montcada, com la resta del juz de Qanarusa. L'any 1578 la possessió de Laiar era propietat d'Antoni Rayó i es trobava valorada en 5.500 lliures.

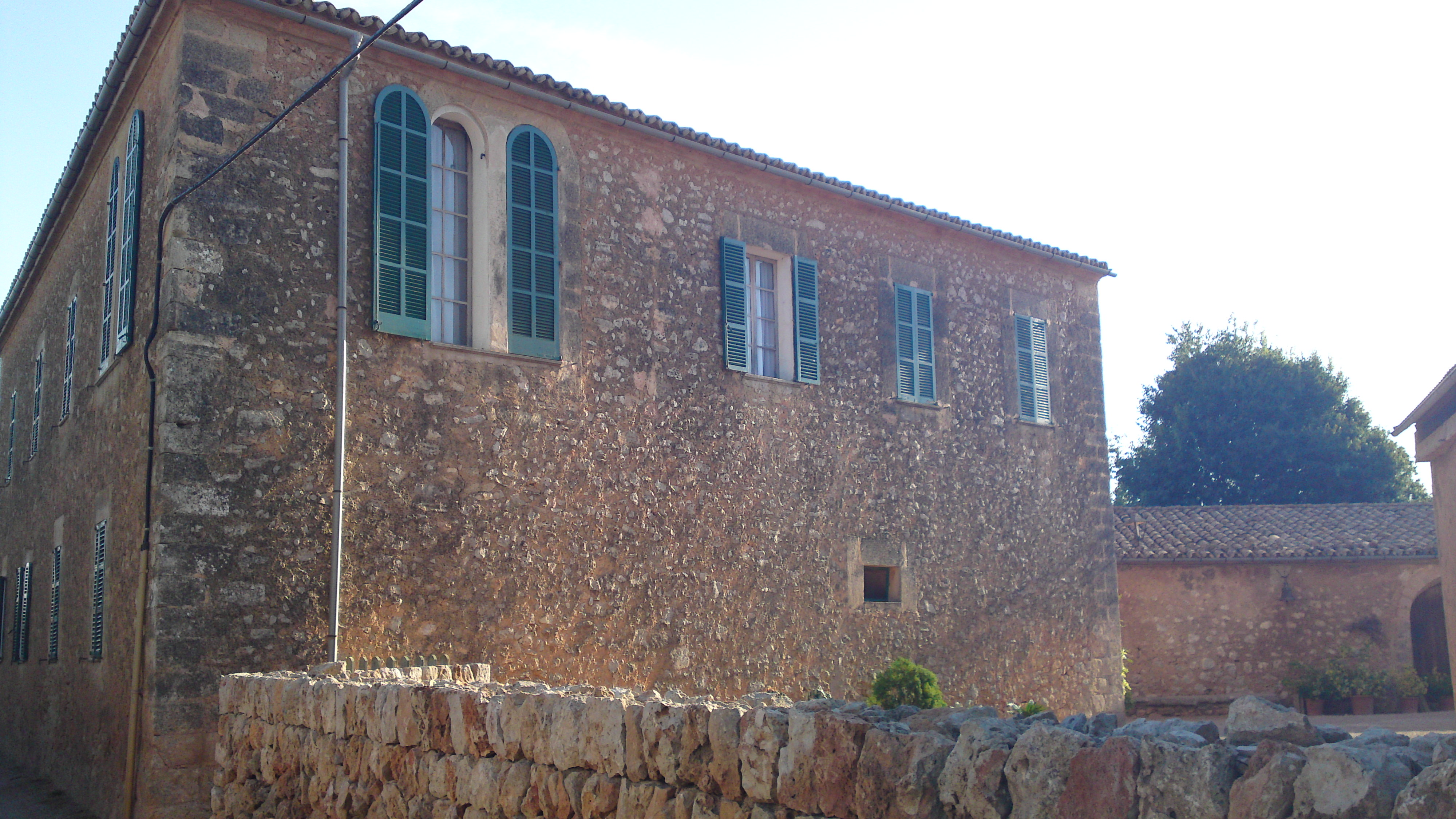
Façana lateral de can Raió
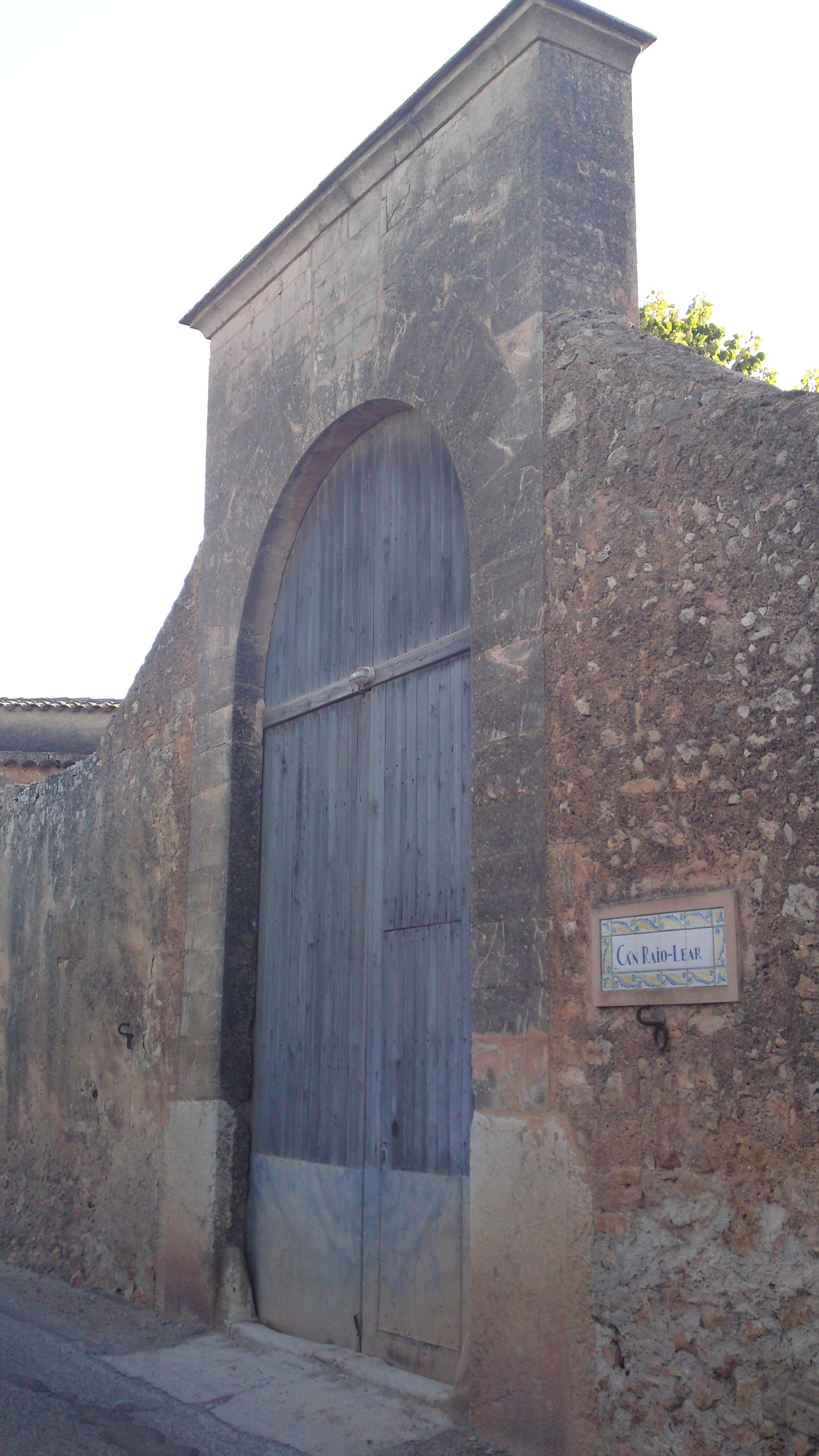
Façana principal de can Raió
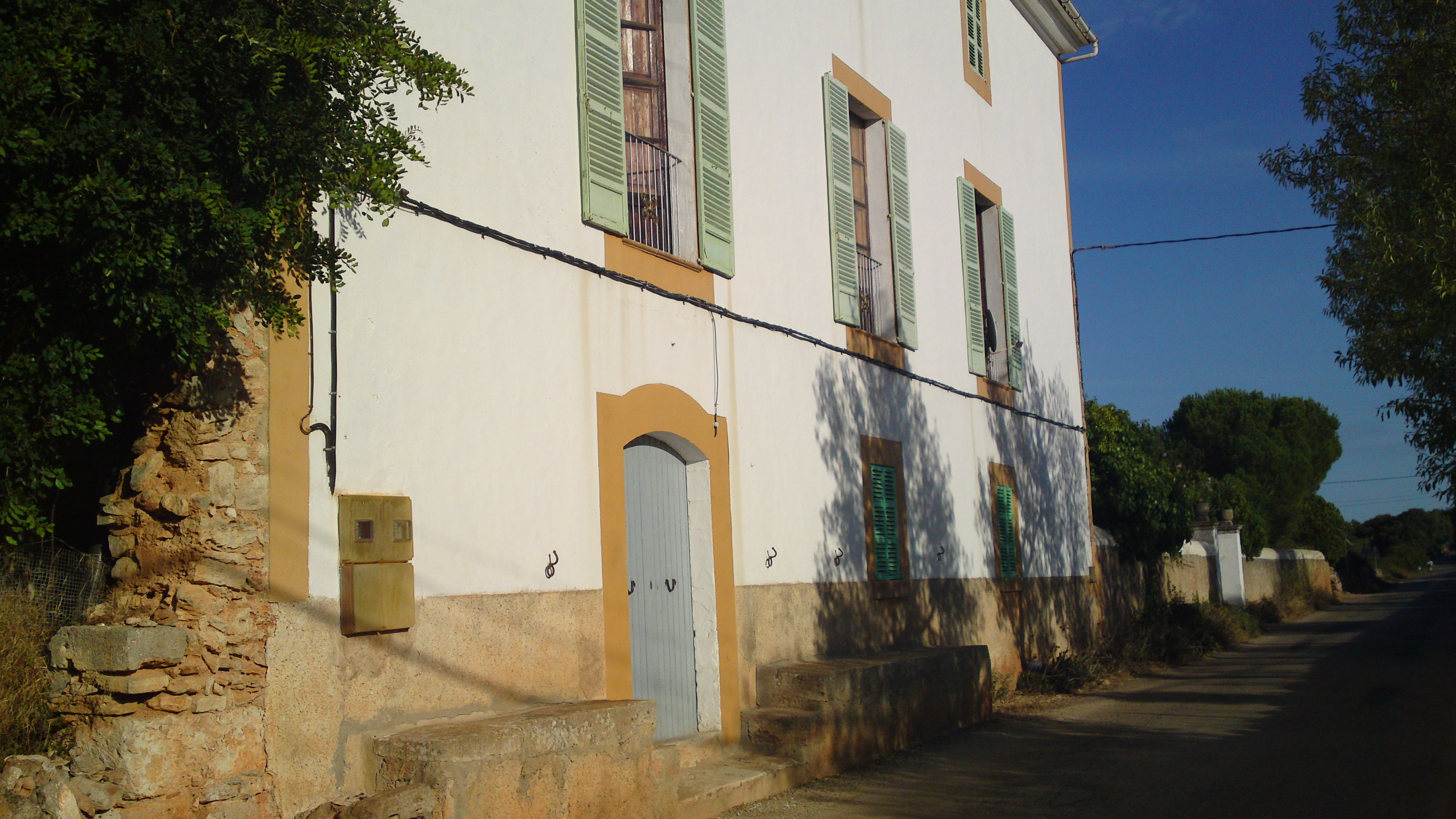
Façana principal de can Castell